# Баба-яга (дрон)
Баба-яга (реже вампир как эпоним) — общее прозвище сельскохозяйственных мультикоптеров, переоборудованных в бомбардировщики. Широко используются украинской стороной в войне 2022. Все дроны типа «баба-яга» оборудованы тепловизорами для работы по ночам.

## Особенности
Грузоподъёмность лёгкого киносъёмочного дрона (DJI Mavic 3 Pro) — 750 граммов, что позволяет в мирной жизни погрузить на него фотомыльницу или лёгкую кинокамеру — а на войне одну ручную гранату или два выстрела для противопехотных гранатомётов.
В противовес, сельскохозяйственный дрон для опыления полей имеет грузоподъёмность от 7 килограммов, что уже соответствует двум 82‑мм миномётным выстрелам (3-4 кг каждый). Более тяжёлые дроны поднимают 20 кг. Номенклатура «бомб» широка: миномётные снаряды, кумулятивные гранаты РКГ-3, выстрелы для противопехотных гранатомётов в специальных кассетах, наземные мины и даже термит.
Все сельскохозяйственные дроны умеют автоматически летать по заданному маршруту. Даже при хорошем приёме GPS точность висения около метра, потому сельскохозяйственные дроны могут дополняться радаром, инерциальной навигацией (IMU), поправкой по наземному приёмнику с известными координатами (RTK), счислением пути по камере. В таком полёте «баба-яга» может бомбить только разведанные укрепления и припаркованную технику, однако становится почти неуязвимой к радиоэлектронной борьбе. С избытком грузоподъёмности немало «баб-ёжек» несут Starlink (около 1 кг), который позволяет управлять дроном на больших расстояниях и сложно глушится.
Даже пустая «яга» небыстра (до 80 км/ч), а загруженная вдвое медленнее, уязвима даже к автоматному огню и потому выходит на «охоту» ночью, отсюда и прозвище «баба-яга», придуманное российской стороной. Сильный шум в такой ситуации становится даже достоинством — пугает пехоту. Были попытки упрочнить дрон пластиной от бронежилета.
Другое назначение подобных дронов — снабжение отрезанных от тыла людей, ретранслятор для дронов и даже доставка мелких дронов на поле боя.

## Борьба
УНИАН заявляет, что Россия борется с дронами двумя способами: расстреливает из ручного оружия с ночным прицелом и перехватывает более лёгким дроном.

## История
Травить поле химикатом можно с трактора и пилотируемого самолёта, и попытки приспособить для этого именно дрон появлялись на уровне концепций ещё до перестройки, а в металле — около 2000. Но оказалось, что нужно немало сопутствующих технологий: дрон должен быть дешёвым (на уровне небольшого автомобиля), автоматически летать по заданному маршруту (это позволит бригаде приезжать в кабине грузовика с дронами и проводить химические работы ночью, создавая меньше помех окрестным жителям и пчёлам), и иметь навигацию порядка метра даже на плохом GPS (заливаемая дроном полоса — 5…7 метров). Эти задачи решил DJI в 2016.
Дронная война зарождалась около 2020 года: во Второй карабахской войне бесчинствовал Bayraktar TB2, в АТО/ООС бессистемно использовались дроны, в много десятилетий не прекращающейся бирманской войне антиправительственные силы пользовались переоборудованными гражданскими дронами, первые известные видео датируются 2021. Но до современного состояния — массовые дешёвые дроны, непрерывно обозревающие весь фронт — дронную войну довели события 2022: ещё на стадии манёвренной войны (март 2022) один дрон, висящий над полем боя, был ключом к победе той или иной группы.
Со времён ООС работал дрон R18 производства украинской общественной организации «Аэроразведка», к июлю 2022 количество расчётов довели до 20. Грузоподъёмность 5 кг, штатное вооружение — три РКГ-3.
Украинская компания «Reactive Drone» (Днепр) производила квадро- и гексакоптеры для опыления полей. Летом 2022 они же выпустили линейку дронов «Кажан» (Летучая мышь), и на конец 2022 года по Украине летало около 170 «Кажанов». Позже появились и другие дроны: весной 2023 года компания «Skyfall» сделала похожий, но более совершенный «Вампир».
Само прозвище «Баба-яга» появилось ещё в 2022 году.